# Капитан Сова идёт по следу
«Капитан Сова идёт по следу» (пол. Kapitan Sowa na tropie) — польский детективный телесериал, снятый Польским телевидением в 1965 году. Первый польский детективный телесериал. Снят режиссёром Станиславом Бареей по сценарию Янины Ипохорской (в титрах значится под псевдонимом Алоизий Качановский).
Сериал посвящён работе сотрудников криминальной службы Варшавского управления Гражданской милиции (MO) ПНР, по жанру является типичным полицейским процедуралом.
Состоит из 8 серий, снятых и показанных в течение одного сезона.

## Сюжет
Каждая из восьми серий представляет собой отдельную детективную историю, связанную с остальными лишь двумя главными героями — инспектором криминального отдела Варшавского управления MO капитаном Томашем Совой и его напарником Альбином, которые расследуют очередное преступление. Также общим для всех серий являются попытки главных героев избавиться от никотиновой зависимости — разнообразные, подчас весьма изобретательные, но в итоге безуспешные…
Сюжет каждой из серий, а также список действующих в них лиц и их исполнителей приводится ниже.

## Список серий

### Серия 1. Гипсовая фигурка / Gipsowa figurka
- Продолжительность 26 минут

#### Сюжет 1 серии
Писатель, автор детективов, Навроцкий, вместе с кинорежиссёром Гайдой в баре нанимают незнакомца для выполнения странного, на первый взгляд, задания: зайти в прихожую квартиры Навроцкого, что на улице Гжегожа Фительберга в варшавском районе Мокотув, взять там с комода гипсовую фигурку лебедя и принести её обратно в бар. Навроцкий даёт незнакомцу ключи и некую сумму денег в качестве аванса, тот уходит. Гайда, впрочем, сомневается, что незнакомец вернётся…
Однако он возвращается и приносит фигурку — разбитую на части и в крови. «Мы ещё встретимся с вами» — говорит им на прощание незнакомец, покидая бар с фигуркой. И выполняет обещанное, поскольку незнакомцем оказывается капитан Сова, инспектор криминальной службы Варшавского управления МО, который в квартире Навроцкого обнаружил труп молодой женщины с пробитой головой. Она оказывается медсестрой Розалией Карась, и её не знает ни Навроцкий, ни Гайда, ни Станкевичова, соседка Навроцких, ни, как на следующий день выясняется, Алиция жена Навроцкого. Сова и Альбин берутся за расследование…
Поначалу подозрение падает на Навроцкого из-за придуманного им дурацкого задания: он мог убить женщину, а убийство свалить на посланного в свою квартиру незнакомца. Подозревается также и его жена — актриса «Театра Вспулчесны», которая не имеет алиби. её театр был на гастролях в Лович, однако в день убийства спектакль был отменён. Алиция Навроцкая, по её словам, весь день сидела в своём номере в гостинице, однако её никто не видел…
Однако в конце концов оказывается, что убийство незнакомки совершила Станкевичова. Она совершила наезд на Розалию Карась, вместо того, чтобы вызвать милицию, привезла её к себе домой, где Карась скончалась. Станкевичова оказалась в серьёзном положении, однако неожиданно Навроцкий, сам того не зная, подсказал ей выход…
Оказалось, по дороге в бар, где они встретили капитана Сову, Навроцкий и Гайда обсуждали сценарий детективного фильма, написанный Навроцким, который должен был ставить Гайда. Режиссёр поставил правдоподобие сюжета под сомнение, ибо не верил, что в современной им Польше так просто нанять исполнителя убийства. Однако Навроцкий, доказывая Гайде, что за деньги можно нанять кого угодно для исполнения чего угодно, договорился с незнакомым им Совой чтобы тот принес в бар гипсовую фигурку из квартиры Навроцкого. Он дал Сове ключи, однако на всякий случай позвонил Станкевичовой и предупредил, что к нему в квартиру наведается незнакомец. Та воспользовалась этим и перенесла тело Розалии Карась в квартиру Навроцкого, вымазала фигурку в крови Карась, после чего разбила её…
Первоначально Станкевичова пыталась приписать убийство незнакомцу. Однако когда выяснилась, что он капитан милиции, ей пришлось пытаться срочно перевести стрелки на другого подозреваемого — например, Алицию Навроцкую. Но получилось это слишком топорно, вдобавок в машине Станкевичовой нашли часы, которые свалились с руки Розалии Карась после наезда…

#### Действующие лица и исполнители 1 серии
- Веслав Голас — капитан Томаш Сова
- Михал Шевчик — Альбин, его напарник
- Станислав Вышинский — Навроцкий, писатель
- Ивона Слочинская — Алиция Навроцкая, актриса
- Ежи Вальчак — Гайда, режиссёр
- Барбара Валкувна — Станкевичова, соседка Навроцких
- Богуслав Сохнацкий — судмедэксперт

### Серия 2. Учтивый убийца / Uprzejmy morderca
- Продолжительность 27 минут

#### Сюжет 2 серии
В передвижном цирке «Орфей» происходит трагический инцидент. Дрессировщик Орландо оказался запертым в клетке со своими львами. Что это — несчастный случай или покушение на убийство?
Вскоре после происшествия Орландо убивают на глазах у коллег. Убийца демонстративно раскланивается, убегая. Кто же он? Ответ на этот вопрос должен дать капитан Сова со своим напарником Альбином…
Преступником оказывается клоун Бонго, убеждённый в том, что Орландо намерен похитить секрет номера, который Бонго готовит вот уже несколько лет. Разоблачённый Совой Бонго при попытке бегства попадает в клетку ко львам, где его ждёт страшный конец. Но предыдущее покушение не на его совести, и капитан Сова всё-таки проводит арест.

#### Действующие лица и исполнители 2 серии
- Веслав Голас — капитан Томаш Сова
- Михал Шевчик — Альбин, его напарник
- Калина Ендрусик — Казимера Палюх, она же Фатима, ассистентка фокусника Дамона
- Кшиштоф Хамец — Орландо, дрессировщик львов
- Роман Сыкала — Дамон, фокусник
- Богдан Лазука — Рамон
- Александр Фогель — Бонго, клоун
- Барбара Поломская — Диана
- Ежи Пшибыльский — Маевский
- Януш Клосинский — директор цирка
- Богдана Майда — Пудельская

### Серия 3. Термос / Termos
- Продолжительность 28 минут

#### Сюжет 3 серии
Профессор-геолог Микуцкий, вернувшись из Стамбула, где он был на научном конгрессе, из варшавского аэропорта Окенце едет прямо в свой институт, в свой кабинет. Открыв там свою дорожную сумку для полётов, он видит, что сумка эта не его — он случайно взял чужую. Вместо материалов конгресса и своей пижамы Микуцкий видит термос, содержимое которого заставляет его немедленно позвонить капитану Сове, которого профессор раньше знал. Ибо из термоса ничего не льётся, но сыпется какой-то порошок…
Сова слушает профессора невнимательно, не замечает его обеспокоенного тона, отвечает ему в шутливом ключе. Он занят куда более важным делом — обсуждает с Альбином, как отучить себя от тяги к сигарете с помощью ментоловых конфеток…
Неожиданно разговор прерывается на фразе Микуцкого «Я открыл термос и… или я глубоко заблуждаюсь, пан капитан, или»… Далее слышны вскрик и хрипение профессора…
Сова и Альбин несутся в институт, однако профессор уже лежит на полу кабинета мёртвый, задушенный собственным галстуком. А упоминавшийся профессором термос исчез…
Капитан Сова с Альбином выясняют, что в термосе был контрабандный героин и арестовывают банду наркодилеров, один из членов которых оказывается убийцей профессора Микуцкого…

#### Действующие лица и исполнители 3 серии
- Веслав Голас — капитан Томаш Сова
- Михал Шевчик — Альбин, его напарник
- Иоанна Ендрыка — Иоланта Сухецкая, ассистентка профессора Микуцкого
- Людвик Бенуа — Рышард Налепа
- Юзеф Лодыньский — сообщник Налепы
- Люциан Вернек — жених Сухецкой
- Эугениуш Корчаровский — коллега Сухецкой, приятель её жениха (в титрах с именем Збигнев)
- Януш Гайос — милиционер, изображающий почтальона

### Серия 4. Тихая комнатка / Cichy pokoik
- Продолжительность 28 минут

#### Сюжет 4 серии
Зузанна Гавлик (Пола Ракса) снимает комнату в деревенском доме у разговорчивой хозяйки. Оставшись в домике одна, девушка случайно обнаруживает в кухонном комоде большую бутыль с этикеткой «Хлороформ». Почти сразу после этого в дом стучится милиционер, спрашивает хозяйку и, узнав, что та ушла, советует девушке быть осторожней и запирать двери на ключ. Позднее по радио она слышит новость о загадочном убийстве старушки, уже третьем в этой местности за последние два месяца. Темнеет, возле дома оказывается незнакомый мужчина, ищущий, где переночевать. Зузанне страшно одной, она впускает его в дом. Вдвоем они обсуждают убийства, «вампира из Лисицы», находят на вешалке пальто большого размера с молотком в кармане. Наконец, в доме появляется кто-то третий и с помощью руки скелета выключает свет. Зузанна в панике убегает.
Капитан Сова с помощником обследуют лес. Девушка натыкается на них, рассказывает, что случилось, и вместе с мужчинами возвращается в дом за вещами. Хозяйка приводит в чувство незнакомца с ушибом головы. Как оказалось, когда погас свет, испуганная Зузанна ударила его скалкой. Плащ с молотком и шляпа исчезли.
Девушка хочет уехать. Незнакомец, оказавшийся журналистом, напоминает ей, что стоит получить у хозяйки деньги, уплаченные вперед. У пани Квечиньской свой маленький бизнес — сдавать комнату с условием, что задаток не возвращается, и пугать жильцов «проделками духов». Под давлением милиции и журналиста она приносит новенькие пятьсот злотых и Зузанну арестовывают за убийство и ограбление последней жертвы «вампира».

#### Действующие лица и исполнители 4 серии
- Веслав Голас — капитан Томаш Сова
- Михал Шевчик — Альбин, его напарник
- Кристина Фельдман — Квечиньская
- Пола Ракса — Зузанна Гавлик
- Влодзимеж Скочиляс — журналист

### Серия 5. Третья рука / Trzecia ręka
- Продолжительность 28 минут

#### Действующие лица и исполнители 5 серии
- Веслав Голас — капитан Томаш Сова
- Михал Шевчик — Альбин, его напарник
- Эльжбета Чижевская — Урсула / Жозефина
- Эльжбета Каркошка — Зося, экскурсовод по замку в Магеруве
- Станислав Яськевич — профессор Сандецкий, хранитель замка в Магеруве
- Мариан Войтчак — смотритель замка в Магеруве, отец Зоси
- Ежи Турек — Черский, лаборант

### Серия 6. Шантажист / Szantażysta
- Продолжительность 26 минут

#### Действующие лица и исполнители 6 серии
- Веслав Голас — капитан Томаш Сова
- Михал Шевчик — Альбин, его напарник
- Леон Немчик — Кшиштоф Малецкий, путешественник
- Анна Наровская — Вися Козловская, поклонница Малецкого
- Халина Биллинг-Воль — Вероника Вернерова (в титрах как Воль-Биллинг)
- Халина Таборская — Гамрова

### Серия 7. Спящий не лжет / Śpiący nie kłamie
- Продолжительность 27 минут

#### Действующие лица и исполнители 7 серии
- Веслав Голас — капитан Томаш Сова
- Михал Шевчик — Альбин, его напарник
- Ханна Бедрыньская — Мальчикова, инкассатор
- Зыгмунт Зинтель — Эрнест Мальчик
- Збигнев Юзефович — доктор Грегер
- Лена Вильчиньская — начальница Мальчиковой

### Серия 8. Номер IB 2968 / Numer IB 2968
- Продолжительность 25 минуты

#### Действующие лица и исполнители 8 серии
- Веслав Голас — капитан Томаш Сова
- Михал Шевчик — Альбин, его напарник
- Кристина Круликевич — кассирша в «Мотосбыте»
- Алиция Зоммер-Кубицкая — Ядвига Грабик, секретарша в «Мотосбыте»
- Тадеуш Сабара — Феликс Цебульский
- Ежи Шпунар — директор «Мотосбыта»
- Юзеф Збируг — Казик Пастернак, владелец «Клиники кукол»
- Хенрик Сташевский — механик в «Мотосбыте»
- Збигнев Яблонский — мастер, беседовавший с Альбином

## Интересные факты
- Действие «городских» серий фильма, согласно сюжету, происходит в Варшаве, названия улиц упоминаются реально существующие. Однако натурные съёмки проходили в Лодзи[2].
- Название и сюжет 5-й серии «Третья рука» отчасти перекликается с вышедшим двумя годами позже фильмом «Где третий король?», снятым по сценарию Мацея Сломчинского. После этого в Польше ходили упорные слухи, что Сломчинский, мэтр польского детектива, оказал существенную помощь Янине Ипохорской в написании сценария «Капитана Совы». Хотя сам Сломчинский этих слухов так и не подтвердил[3]…